# Mosaic hel·lenístic
Un  mosaic hel·lenístic és l'obra portada a terme en aquest art musiu en l'anomenat període hel·lenístic, és a dir, l'etapa que es desenvolupa després de la mort d'Alexandre el Gran fins a l'arribada de l'Imperi Romà.
L'art del mosaic (musiu) era bastant conegut a tota Grècia cap a l'any 400 aC, però més tard, en l'època hel·lenística, era ja universal. El centre més actiu i innovador en la tècnica de fabricar mosaics d'aquesta època es trobava a la ciutat d'Alexandria. Es van trobar mosaics en els palaus de Demetri de Falerna i Ptolemeu IV, de finals del segle iii aC
L'escriptor i enciclopedista romà Plini el Vell (ca. 23-79), descriu al mosaísta anomenat Sos de Pèrgam com un gran artista que havia compost entre dos mosaics famosos, que han estat descoberts i es troben al museu Capitolí de Roma. En un d'ells, anomenat oikos asórakos (casa sense escombrar) es pot veure una escena quotidiana en el sòl de s'aprecien les deixalles d'un banquet. L'altre va pertànyer a la Vil·la Adriana de Tívoli i es diu mosaic dels coloms que està compost amb tessel·les molt petites, seixanta d'elles ocupen l'espai d'un cm quadrat.
A Itàlia s'han trobat molts mosaics helenístics, els més antics en la ciutat de Pompeia (a Nàpols), entre les quals destaca el famós mosaic d'Alexandre el Gran que decorava la Casa del Faune, una de les més antigues i aristocràtiques de la ciutat.

## Mosaic d'Alexandre el Gran

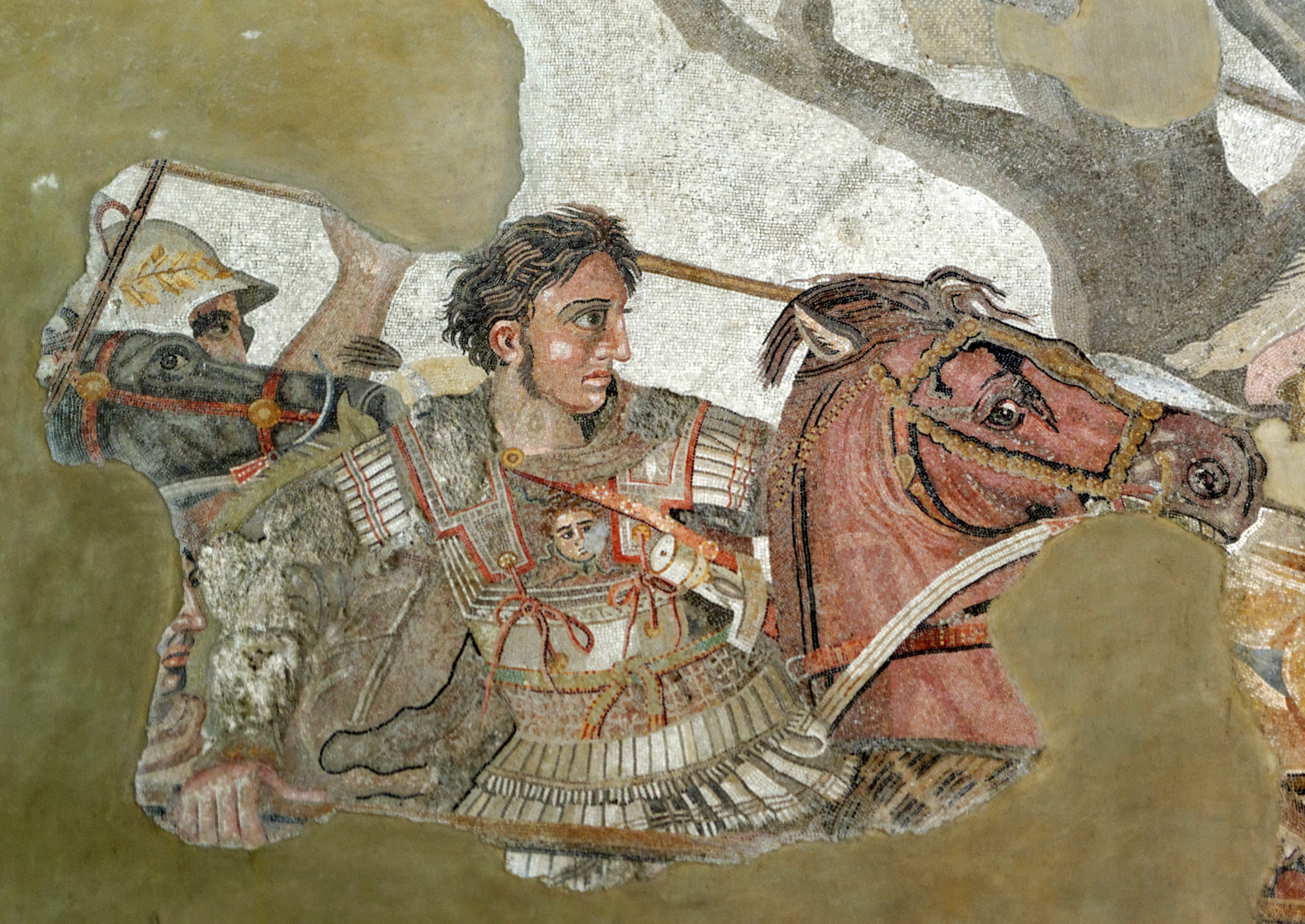
Representació d'Alexandre el Gran combatent contra el rei persa Darío III a la batalla d'Issos. Detall del mosaic de la casa del Faune de Pompeia.

Se sap que aquest mosaic va ser una còpia d'un altre original de finals del segle iii aC És una veritable obra d'art, amb una mida excepcional de 5 per 2,70 metres sense comptar els adorns de la vora. La mida de les tessel·les és de 2 a 3 cm cadascuna i el nombre total ascendeix a 1.500.000. L'obra ha arribat fins al segle xxi en estat bastant satisfactori. Les pèrdues que es poden apreciar són degudes als desastres que va ocasionar el volcà Vesubi l'any 79 i els anteriors terratrèmols de l'any 63. Sembla que després d'aquests infortunis es van fer per aquell temps certes restauracions amb tessel més grans, sense ser massa fidels a la feina original.
El mosaic es considera una còpia fidel d'una de les pintures més cèlebres de l'Antiguitat anomenada La batalla d'Alexandre amb Darío, obra del pintor Filoxen d'Eretria que la va portar a terme entre els anys 319 i 297 aC. Es té documentació gràcies als textos de Plini el Vell. Es tracta de la transcendent batalla d'Issos (o Isos) a Cilícia (Àsia Menor), l'any 333 aC en què Alexandre el Gran va derrotar a Darios III de Pèrsia.
En l'escena es veu a Alejandro amb el cap descobert i armat de llança contra els soldats perses entre els quals s'estén l'alarma. Se'ls veu espantats, amb gesticulacions violentes, nerviosos i amb gran desordre en les seves files. En el sòl hi ha les armes trencades, els cavalls abatuts i alguns soldats ferits o morts. Els colors d'aquest mosaic són: blanc, groc, vermell i negre, tots ells amb diversos matisos.

## Temes egipcis
Entre els mosaics del període helenístic, els temes egipcis són els més abundants amb paisatges, flora i fauna i assumptes nilòtics (del riu Nil). En aquest sentit, el mosaic més famós és l'anomenat mosaic Barberini, trobat a Palestrina (l'antiga ciutat anomenada Praeneste, molt a prop de Roma) i conservat al palau Barberini d'aquesta ciutat. Es va descobrir cap a l'any 1600 i decorava l'absis d'un dels temples del santuari manat refer pel general i polític romà, Luci Corneli Sul·la.